# Nelson Oliveira
Nelson Filipe Santos Simões Oliveira (ur. 6 marca 1989 w Anadii) – portugalski kolarz szosowy.

## Najważniejsze osiągnięcia
2004
- 1. miejsce w mistrzostwach Portugalii debiutantów (jazda ind. na czas)

2006
- 1. miejsce w mistrzostwach Portugalii juniorów (jazda ind. na czas)

2007
- 1. miejsce na etapie 3a Vuelta Valladolid juniorów

2008
- 3. miejsce w Volta a Madeira

2009
- 1. miejsce w mistrzostwach Portugalii U-23 (jazda ind. na czas)
- 2. miejsce w mistrzostwach świata U-23 (jazda ind. na czas)
- 5. miejsce w Volta a Madeira
  - 1. miejsce na 6. etapie

2010
- 1. miejsce w mistrzostwach Portugalii U-23 (jazda ind. na czas)
- 2. miejsce w mistrzostwach Europy U-23 (start wspólny)
- 2. miejsce w GP du Portugal
- 3. miejsce w mistrzostwach Europy U-23 (jazda ind. na czas)
- 4. miejsce w mistrzostwach świata U-23 (jazda ind. na czas)
- 6. miejsce w Bayern Rundfahrt
- 6. miejsce w Giro delle Regione

2011
- 1. miejsce w mistrzostwach Portugalii (jazda ind. na czas)

2012
- 3. miejsce w Circuit de la Sarthe

2014
- 1. miejsce w mistrzostwach Portugalii (jazda ind. na czas)
- 1. miejsce w mistrzostwach Portugalii (start wspólny)
- 7. miejsce w mistrzostwach świata (jazda ind. na czas)

2015
- 1. miejsce w mistrzostwach Portugalii (jazda ind. na czas)
- 1. miejsce na 13. etapie Vuelta a España
- 5. miejsce w Chrono des Nations

2016
- 1. miejsce w mistrzostwach Portugalii (jazda ind. na czas)
- 2. miejsce w mistrzostwach Portugalii (start wspólny)
- 7. miejsce na igrzyskach olimpijskich (jazda ind. na czas)

2019
- 2. miejsce na igrzyskach europejskich (jazda ind. na czas)

2021
- 2. miejsce w Volta a la Comunitat Valenciana